# 1706 en architecture
| Années de l'architecture : 1703 - 1704 - 1705 - 1706 - 1707 - 1708 - 1709    |
| Décennies de l'architecture : 1670 - 1680 - 1690 - 1700 - 1710 - 1720 - 1730 |

Cet article présente les faits marquants de l'année 1706 en architecture.

## Réalisations
- Construction du dôme des Invalides à Paris.
- Mexique : Achèvement de la façade sculptée de la cathédrale d'Oaxaca.
- Fontaine d'Hercule à Heidelberg, réalisée par Johann Martin Laub.

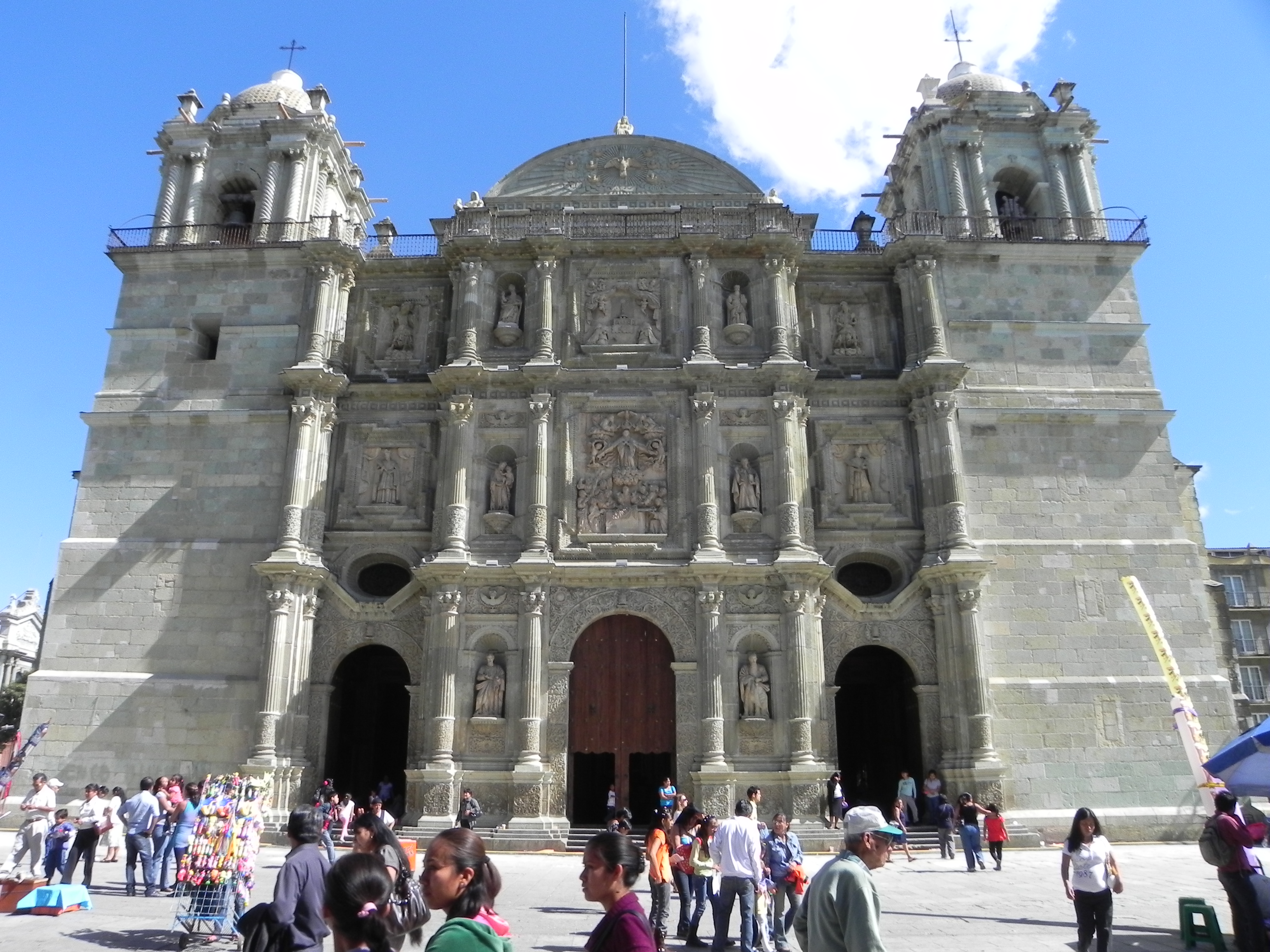
Façade de la cathédrale d'Oaxaca en 2011.

## Événements
- 28 août : Remise officielle des clefs de l'église Saint-Louis des Invalides à Louis XIV par son architecte Jules Hardouin-Mansart.
- Jean Beausire devient « maître général, contrôleur et inspecteur des bâtiments de la ville de Paris » (charge nouvellement créée).

## Décès
- x